# José Clemente Orozco

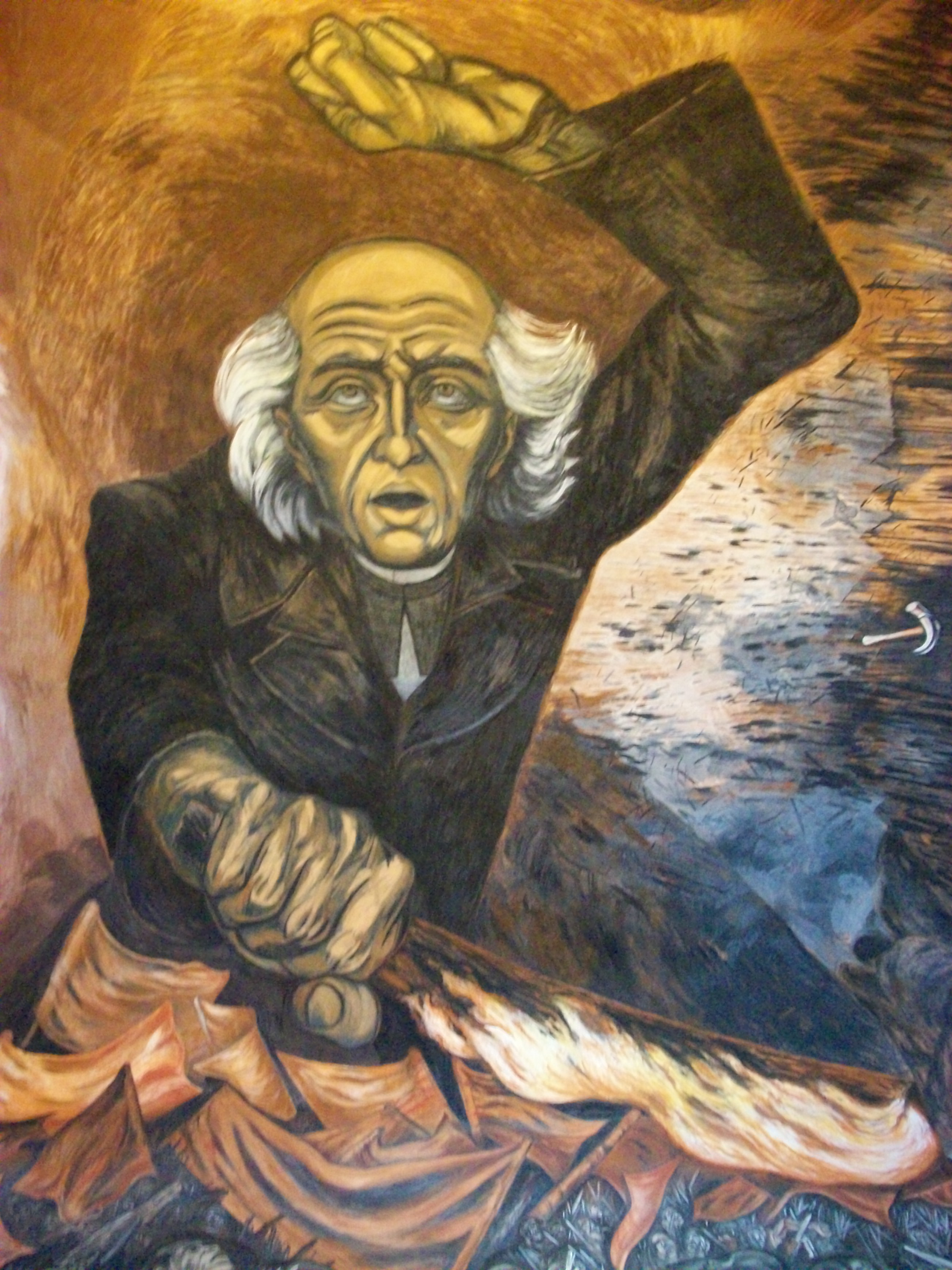
Hidalgo, muurschildering in overheidsgebouw in Guadalajara (Jalisco), Mexico

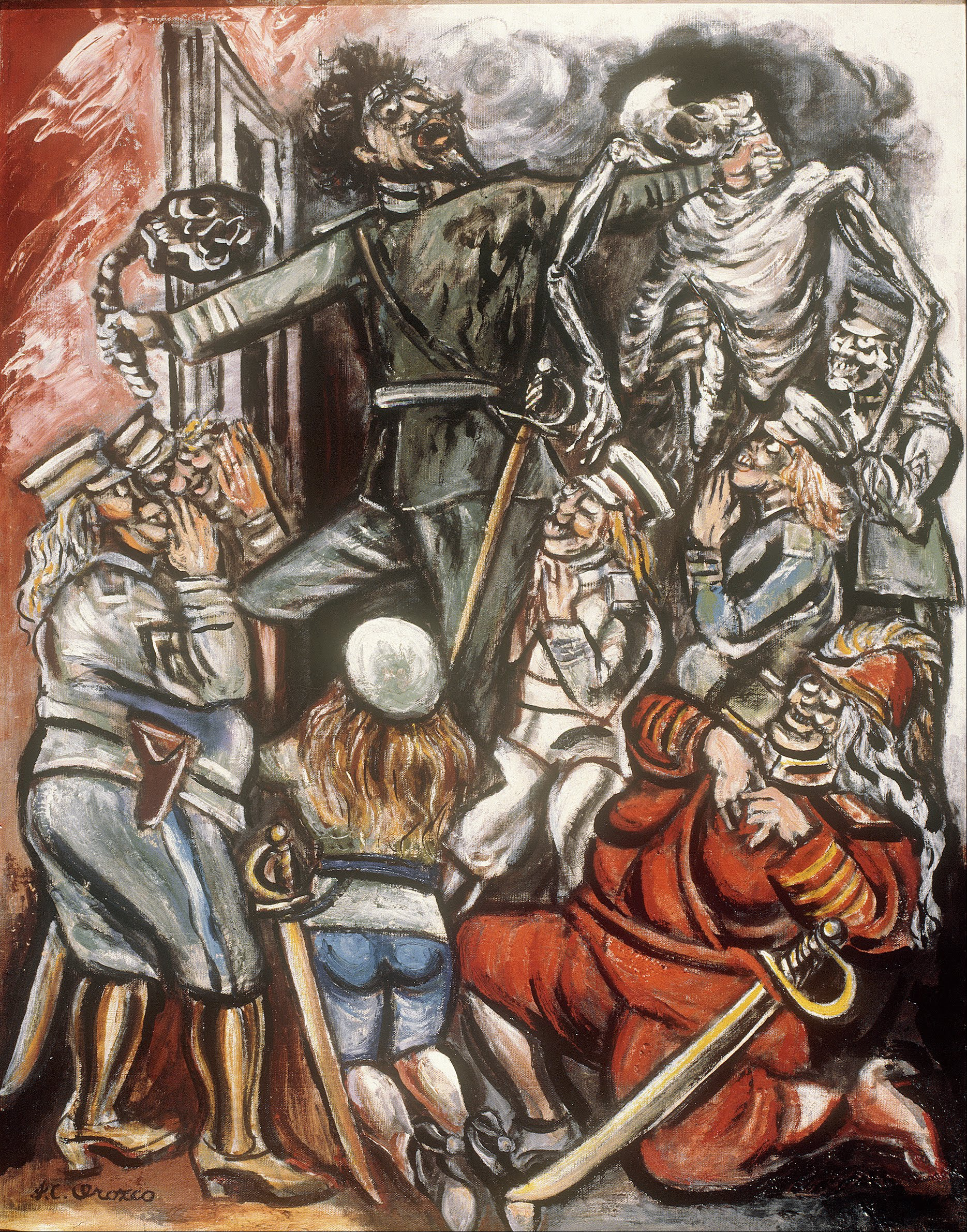
El demagogo, 1946, Museo Nacional de Arte, Mexico-Stad

José Clemente Orozco (Zapotlán El Grande, 23 november 1883 - Mexico-Stad, 7 september 1949) was een Mexicaanse schilder. Hij werd bekend door onder meer zijn wandschilderingen in de traditie van het Mexicaanse muralisme. Zijn werk wordt gezien als een expressieve vorm van sociaal realisme.

## Leven en werk
Door onvoorzichtigheid bij het spelen met buskruit verloor hij zijn linkerhand, zijn gehoor werd ernstig beschadigd en ten gevolge van een kwetsuur aan het oog moest hij vanaf toen een sterke bril dragen. Om tussen 1906 en 1926 in zijn levensonderhoud te voorzien tekende hij voornamelijk karikaturen voor tijdschriften. Met bijtend sarcasme hekelde hij sociale en politieke wantoestanden. Naar eigen zeggen werd hij in zijn ontwikkeling sterk beïnvloed door zijn bewondering voor het werk van José Guadalupe Posada.
Zijn schildersperiode begon in 1910. Inhoudelijk tonen de schilderijen de harde alledaagse realiteit, de revolutie maar ook prostitutie. De kritiek was allesbehalve lovend, en ontgoocheld vertrok hij in 1917 naar de Verenigde Staten; maar reeds aan de grens werden 60 van de 90 schilderijen wegens obsceniteit in beslag genomen.
Zijn eerste Amerikaans avontuur, dat drie jaar duurde, mislukte en eenmaal terug in Mexico in 1920 sloot hij zich aan bij het syndicaat van de revolutionaire schilders. Ook werd hij uitgenodigd om muurschilderingen te maken in de Escuela Nacional Preparatoria. Zijn muurschildering werd door de studenten zwaar beschadigd.
Om een zekere dramatiek in zijn werk te verkrijgen schilderde hij met veel licht/donker effecten. Zijn werk ademde pessimisme uit. Omdat hij eigenlijk geen erkenning vond, maar vooral omdat hij het werk van Diego Rivera overschat vond, vertrok hij opnieuw naar de Verenigde Staten, waar hij door toedoen van Alma Reed en Eva Sikelianos in acht individuele en vier groepstentoonstellingen zijn kunst kon tonen. In New York ontmoette ook hij Jackson Pollock in wiens vroegere werk duidelijk de invloed van Orozco aanwezig is.
Na een kort verblijf van drie maanden in Europa ging hij terug naar Mexico waar hij in het museum van het Paleis voor Schone Kunsten de muurschildering Katharsis schilderde. Het was de eerste in een reeks van vijftien waarin de tragiek van de Christusfiguur centraal staat. De Christusfiguur staat bij Orozco voor de ontgoocheling in het mensdom en de hoop op een betere toekomst: Christus hakt zijn kruis om of steekt het in brand.
Orozco was gehuwd met Margarita Valladares; het paar kreeg drie kinderen. In 1947 illustreerde hij de roman The Pearl van John Steinbeck.
- Auckland Art Gallery Toi o Tāmaki: 2348
- Biblioteca Nacional de España: XX1176621
- Bibliothèque nationale de France: cb12187152g (data)
- Gemeinsame Normdatei: 11859026X
- International Standard Name Identifier: 0000 0001 2099 3730
- Library of Congress Control Number: n50002371
- Nationale Bibliotheek van Letland: 000251596
- Nationale Bibliotheek van Tsjechië: jn20011211193
- Nationale bibliotheek van Australië: 35401452
- Nationale Bibliotheek van Israël: 987007500812205171
- Nationale Bibliotheek van Polen: a0000003110216
- Nederlandse Thesaurus van Auteursnamen: 06881447X
- Réseau des bibliothèques de Suisse occidentale: 02-A003659238
- RKD-Nederlands Instituut voor Kunstgeschiedenis: 60961
- SNAC: w6st7r3b
- Système universitaire de documentation: 027779580
- Trove: 939767
- Union List of Artist Names: 500012316
- Virtual International Authority File: 17267526
- WorldCat: E39PBJB4cM6FgrBvxdC7Jwrpfq